# Csór
Csór è un comune dell'Ungheria di 1.700 abitanti (dati 2001). È situato nella contea di Fejér.